# Pararhymbus
Pararhymbus es un género de coleópteros polífagos. Es originario de  África.

## Géneros
Contiene las siguientes especies:
- Pararhymbus csikii (Weise, 1903)
- Pararhymbus longicornis Arrow, 1920
- Pararhymbus macrocerus (Strohecker, 1943)
- Pararhymbus partitus (Weise, 1903)
- Pararhymbus thoracicus (Weise, 1903)